# 넬리 멜바

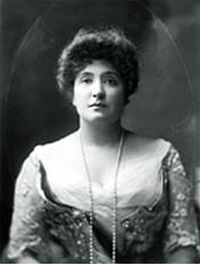
넬리 멜바 (1902년)

넬리 멜바 여사(영어: Dame Nellie Melba, GBE, 1861년 5월 19일 ~ 1931년 2월 23일)는 오스트레일리아의 소프라노 가수이다.
아명은 헬렌 포터 미첼(Helen Porter Mitchell)이다. 멜버른에서 태어났으며, 1887년에 벨기에 브뤼셀에서 데뷔했다. 신선한 목소리로 대중에게 폭넓게 사랑받았고, 음반 녹음도 많았다. 빅토리아 여왕 앞에서 노래를 부르기도 했으며, 책을 쓰기도 했다.
넬리 멜바는 오스트레일리아 100달러 지폐에 실린 인물이기도 하며, 후식 요리 복숭아 멜바(Peach Melba)는 넬리 멜바를 기려 만들어진 것이다.

## 서훈
- 1918년 대영 제국 훈장 2등급(DBE, 작위급 훈장)[3]
- 1927년 대영 제국 훈장 1등급(GBE, 작위급 훈장)[4]

## 참고 문헌